# Gouvy
Gouvy är en kommun i Belgien.   Den ligger i provinsen Luxemburg och regionen Vallonien, i den sydöstra delen av landet, 140 km sydost om huvudstaden Bryssel. Antalet invånare är 5 421.
Omgivningarna runt Gouvy är en mosaik av jordbruksmark och naturlig växtlighet. Runt Gouvy är det ganska glesbefolkat, med 29 invånare per kvadratkilometer.